# Битва при Мохаче (1687)
Битва при Мохаче — битва Великой Турецкой войны между императорской австрийской армией и армией Османской империи, произошедшая в 1687 году. Окончилась решительной победой австрийских войск, вслед за чем венгерский народный собор признал права Габсбургов на наследие короны Святого Стефана.

## Предыстория
Великая Турецкая война началась с двухмесячной осады Вены османским войском и снявшей её Венской битвы 12 сентября 1683 года, после чего инициатива перешла к императорским войскам. Во главе с Карлом V Лотарингским они смогли в последующие годы оттеснить турок и завоевать многочисленные крепости. В 1686 году австрийцы взяли бывшую венгерскую столицу Буду, что стало самым крупным на тот момент успехом. Поступившее в конце года
османское предложение о заключении мира было отклонено, так как император рассчитывал на отвоевание всей Венгрии.
В апреле 1687 года в Вене приняли стратегический план по дальнейшему развитию событий. Для основной армии численностью около 40 тысяч человек под предводительством Карла V Лотарингского предусматривалось продвижение вдоль Дуная на Осиек, в то время как вторая армия численностью 20 тысяч человек во главе с курфюрстом Максимилианом II одновременно должна была выступить из Сольнока на Петроварадин. Обе армии соединились в середине июля у Дуная. Османское войско, насчитывавшее более 80 тысяч человек и возглавляемое великим визирем Сулейманом-пашой, укрепилось перед Осиеком для обороны этого города. В его составе были в основном балканские славяне (янычары), мамлюки (около 20 000) и турецкие силы (около 40 000): сипахи и лёгкая кавалерия как турок, так и крымцев.
Между обеими армиями пролегала лишь река Драва. В конце июля австрийским войскам удалось завоевать плацдарм на противоположенном берегу реки и построиться в боевом строю для того, чтобы бросить османам вызов. Те, однако, повели себя пассивно и ограничились обстрелом мостов через Драву и береговых дамб. Так как Карл V не надеялся на успех штурма обширного османского лагеря, он спустя несколько дней принял решение оставить плацдарм, что вызвало критику подчинённых командиров и самого императора Леопольда I. Однако великий визирь посчитал, что у императорских войск сломлена мораль и начал их преследование. Хитрыми манёврами он оттеснил их до Мохача, где австрийцы заняли укреплённые позиции. Османы также создали укрепления близ Дарды, которые из-за густых зарослей однако были скрыты от императорских войск, так что те не знали о близости турок.

## Ход сражения
Утром 12 августа герцог Лотарингии намеревался направить свои войска в сторону Шиклоша, где местность казалась ему более подходящей для сражения. Правое крыло армии начало продвижение и пошло на запад через густой лес. Сулейман-паша увидел в этом свой шанс и напал со всем своим войском на возглавляемое баварским курфюрстом Максимилианом правое крыло австрийской армии, как раз только покидавшее укрепления для того, чтобы последовать за Карлом V. Около восьми тысяч сипахов предприняли попытку окружить левый фланг императорского войска. Максимилиан немедленно отправил гонцов к отбывшему Карлу V Лотарингскому с просьбой возвращаться назад и принял меры по обороне от вдвое превосходящего по численности противника. В то время как австрийская пехота успешно защищала свои позиции, генералу Пикколомини удалось с помощью нескольких кавалерийских отрядов расстроить окружающий манёвр сипахов.
Великий визирь был удивлён неожиданно жёстким сопротивлением и приказал остановить нападение. Хотя османская артиллерия продолжала обстреливать позиции императорских войск, её эффективность оказалась весьма низкой. Приведённое в боевую готовность правое крыло австрийской армии выиграло благодаря этому необходимое время, чтобы возвратиться в свои исходные укрепления. Герцог Лотарингский также сперва настроился на оборону своих позиций, однако вскоре Максимилиану и Людвигу Вильгельму Баденскому удалось убедить его предпринять широкомасштабное контрнаступление. К 15 часам дня построение императорского войска завершилось. В то же время Сулейман-паша вновь начал атаку, повторяя попытку обхода австрийцев с левого фланга сипахами и янычарами. Маркграф Людвиг Баденский отразил это нападение и сам атаковал ещё не до конца укреплённые турецкие позиции. Во главе атаки отряды генералов Рабутина и Евгения Савойского проникли в османские шанцы, при этом кавалерия из-за трудной местности была вынуждена спешиться. Османское сопротивление было сломлено, и вскоре начатое отступление османского войска превратилось в неконтролируемое бегство.
На протяжении всей битвы в боях участвовало лишь левое крыло императорского войска. Перед правым крылом располагался густой лес, не позволявший начать атаку. Тем не менее предпринимались попытки обхода османской армии, чтобы отрезать ей путь к отступлению, однако колонны австрийских солдат заблудились в лесах. Потери австрийских войск ограничились 600 людьми, в то время как османы потеряли весь обоз, основную часть артиллерии (66 орудий) и, по некоторым оценкам, 10 тысяч человек. Добыча Максимилиана составила около двух миллионов дукатов, к ней относились среди прочего роскошный шатёр великого визиря и 160 знамён.

## Последствия
Поражение при Мохаче повергло Османскую империю во внутриполитический кризис. Уже до битвы боевой дух османской армии из-за ряда неудач заметно упал, а после сражения в стане великого визиря дело дошло до бунта янычар и сипахов. Он бежал в Стамбул, однако за ним последовали послы бунтовщиков, которые добились у султана Мехмеда IV его казни. Спустя некоторое время восставшее войско свергло самого султана и возвело на трон его брата Сулеймана II. После дальнейших репрессий против высших сановников армейский бунт был остановлен народным восстанием.
Слабость османов позволила императорским войскам отвоевать обширные территории. Они взяли Осиек, Клаузенбург, Вальпо, Петроварадин, Сремски-Карловци, Илок, Пожегу, Палоту и Эгер, установив контроль над Славонией и Семиградьем. Престиж Габсбургов, достигнутый благодаря этим завоеваниям, повлиял на венгерский народный собор в Братиславе, который избрал эрцгерцога Иосифа I наследником венгерской короны. Помимо этого, венгры обязались впредь короновать наследников короны ещё при жизни действующего монарха и отказались от права вето по отношению к королю. Таким образом, продолжавшиеся с 1526 года конфликты Габсбургов, османов, венгерского и трансильванского дворянства за венгерскую корону были решены в пользу Габсбургов. Мусульманское население бежало из Венгрии, Славонии и Трансильвании, отчасти из-за репрессий со стороны христиан, отчасти из-за того, что мусульманское право предусматривало эмиграцию в случае завоевания места их проживания немусульманами.
Чтобы стереть память о поражении венгерских и чешских войск от осман в 1526 году, было решено официально назвать это сражение битвой при Мохаче, хотя место первой битвы находилось на расстоянии нескольких километров от победного сражения 1687 года.